# Виляновска (станция метро)
«Виляно́вска» (пол. Wilanowska) (код станции — A7) — станция Варшавского метрополитена. Находится в районе Ксаверов дзельницы Мокотув. Расположена под пересечением улиц ал. Вилянувска, ул. Пулавская и ал. Независимости.

## История
Построена в рамках строительства первой очереди Варшавского метрополитена в 1983—1995 годах. Первоначально предполагалось название «Пулавска» (пол. Puławska).
Нынешнее название присвоено решением Национального совета столичного города Варшавы 16 декабря 1983 года.
Открыта 7 апреля 1995 года в составе первого пускового участка Варшавского метрополитена «Кабаты» — «Политехника».
Именно на этой станции прошла торжественная церемония открытия Варшавского метро. В церемонии приняли участие премьер-министр Польши Юзеф Олексы, президент Варшавы Марцин Сьвенцицкий и профессор Ян Подоский.
В январе 2008 года возле станции была открыта парковка системы «Паркуйся и езжай».
Ночью с 16 на 17 марта 2006 года на станции прошли первые в Польше подземные антитеррористические учения.
В 2005, 2006 и 2007 годах, станция признавалась победителем обще-варшавского конкурса на любимую станцию. С 2008 года этот титул перешёл к станции «Плац Вильсона».
В 2014 году был перестроен вход на станцию, что связано со строительством рядом со станцией, на ул. Пулавской № 145, нового офисного центра. Инвестиции в строительство нового входа на станцию составили 3 миллиона злотых. Работы были выполнены за счёт фирмы, занимающейся возведением офисного центра.
Станции посвящена песня «Stacja Wilanowska» из альбома «Na krzywy ryj» группы Elektryczne Gitary. Песня является кавером песни «Waterloo Sunset» группы The Kinks, посвящённой лондонской станции метро Ватерлоо.

## Описание станции
Станция двухэтажная, однонефная. Имеется один перрон островного типа, длиной 120 метров и шириной 11 метров. На втором этаже располагаются торговые галереи. Площадь станции составляет 15500 м², кубатура 80200 м³. На боковых антресолях выставляются работы художников, в рамках арт-выставки «Поезд в искусство».
Стены станции выкрашены в розовые и фиолетовые цвета.
Станция, в случае необходимости, может служить убежищем гражданского населения. Для этого у каждого выхода со станции установлены дополнительные массивные стальные двери.
Выходы со станции находятся как с краёв платформы, так и посередине. Лифты для инвалидов выходят с обеих сторон платформы к транспортному узлу и к ал. Независимости.
С южной стороны станции находится разъезд с отстойником для поездов. Ночью в отстойнике «ночует» один из четырёх действующих на линии поездов.
Первый поезд в направлении Млоцин отходит в 5:03, а последний в 0:21. В пятницу и субботу в 0:26.
Первый поезд в направлении Кабат отходит в 5:26, а последний в 0:36. В пятницу и субботу в 0:45.
Ночные поезда выходного дня в направлении Млоцин ходят с 0:26 до 2:41, а в направлении Кабат с 0:41 до 3:11.

## Транспортный узел
Рядом со станцией метро расположен транспортный узел с 18 автобусными платформами. На него приходят автобусы номер 10, 14, 35, 74, 108, 139, 165, 192, 217, 218, 300, 319, 331, 365, 700, 709, 710, 715, 724, 727, 739 и ночные автобусы N37, N50. Автобусная станция открыта 1 сентября 1948 года. До 1986 года называлась «Южный вокзал» (пол. Dworzec Południowy).
Трамвайные остановки на улице Пулавской — номера 05, 06. Трамвайная остановка открыта 15 ноября 1936 года.
В 1983—1995 годах здесь также существовала конечная остановка троллейбусной линии на Пясечно.
От узла отходят пригородные автобусы линий Polski Bus и PKS, обслуживающие южные пригороды Варшавы.
С 1898 года до 1935 года здесь находилась также конечная станция Гроецкой узкоколейной железной дороги.
Также рядом со станцией располагается перехватывающая парковка.